# Саксон, Владимир Станиславович
Владимир Станиславович Саксон (17 мая 1927, Ленинград, СССР — 13 марта 1988, Ленинград, СССР) — советский живописец, график, иллюстратор, театральный художник, член Ленинградской организации Союза художников РСФСР.

## Биография
Родился 17 мая 1927 года в Ленинграде.
В 1940—1941 годах занимался в изостудии ленинградского Дворца Пионеров у педагогов С. Левина и М. Гороховой. В 1941 году Владимир поступил в Среднюю художественную школу (ныне художественный лицей имени Б. В. Иогансона) при Ленинградском институте живописи, скульптуры и архитектуры, где получил творческий заряд на всю жизнь, ведь его учителями оказались А. А. Мыльников и О. Б. Богаевская.
В начале 1942 года вместе с СХШ был эвакуирован из блокадного Ленинграда сначала в Самарканд, а затем в Пензенскую область из-за болезни матери. В 1944 году беженцы вернулись в Ленинград и Владимир продолжил учёбу в СХШ, которую окончил в 1949 году. В том же году поступил на отделение живописи Ленинградского института живописи, скульптуры и архитектуры имени И. Е. Репина. Занимался у Александра Деблера, Юрия Непринцева, Михаила Платунова, Александра Сегала. В 1954 году окончил институт по мастерской Михаила Бобышова.Во время обучения была организована выездная театральная бригада, в результате деятельности которой В. С. Саксон стал автором сценографий к спектаклям «Трембита» и «Вольный ветер». Дипломная работа — оформление эскизов, костюмов и декораций к спектаклю «Садко» Н. А. Римского-Корсакова.
После окончания института В. Саксон уехал в Пермь, где работал художником в театре Оперы и Балета. В архивах театра хранятся созданные В. С. Саксоном эскизы костюмов и декораций к спектаклям. Одновременно работал по договорам с местным отделением Художественного фонда как живописец и график. В 1956 году был принят в члены Пермского Союза советских художников.
С 1955 года В. С. Саксон участвовал в Ленинградских и Всесоюзных выставках Союза Художников. В 1958 году вернулся в Ленинград, сотрудничал с Художественным фондом, иллюстрировал книги в издательствах «Детская литература» и «Московский рабочий». Книжная графика была для Саксона излюбленной сферой творчества. С особенным удовольствием он создавал иллюстрации для поэтических изданий В. Солоухина, В. Фёдорова, Б. Корнилова.
Одновременно В. С. Саксон работал творчески как живописец, писал пейзажи, портреты, натюрморты. Работал не только в станковой, но и в монументальной живописи. Совершил поездки на Байкал, в Киргизию, в Тюмень, Саяны. Работал на творческой базе ленинградских художников в Старой Ладоге, в Горячем Ключе, на Академической даче, в Гурзуфе. В 1960 году был принят в члены Ленинградской организации Союза художников РСФСР.
Среди живописных произведений, созданных Саксоном, картины «Улица Нижнего Ангарска», «Чинят сети», «Пирс», «В Листвянке», «Хужир» (все 1959), «В горах Тянь-Шаня», «Вечерний натюрморт» (обе 1961), «Дорога на карьер», «Рассветает», «Октябрь» (все 1964), «Морские рыбы», «Тамара» (обе 1965), «Утро» (1968), «Витрина», «В Эрмитаже», «Байкал», «Белая ночь» (все 1969), «Портрет Н. Г. Леоновой» (1970), «Река», «Берёза», «Ночь» (все 1971), «Ночь в мастерской», «Белая ночь», «Рыба Сарган», «Женский портрет» (все 1972), «Апрель», «В Доме Творчества», «На Рассвете» (все 1973), «Ночь», «Тополь», «Скворечники» (все 1975), «Озерцо» (триптих, 1980), «Бельё» (1982) и другие. Развитие живописной манеры художника шло от традиционного пленэрного письма 1950-х годов к усилению декоративности колорита и локальности цвета, условности и некоторой театральности композиционного решения, обобщённости рисунка. Стилистика работ определялась авторским замыслом и характером самого произведения и варьировалась от условно-декоративной до натурно-реалистической.
В 1980-х годах В. С. Саксон выполнил большой заказ для Адмиралтейских Верфей, создав 5 крупномасштабных монументальных панно, запечатлевших славную историю русского флота.
Скончался 13 марта 1988 года в Ленинграде на 61-м году жизни.
В 1993 году состоялась посмертная персональная выставка В. С. Саксона в ЛОСХ.
В 2007 году состоялась персональная выставка В. С. Саксона а художественной галерее «Арка» (Санкт-Петербург). Издан каталог «Владимир Саксон. Живопись» с вводной статьёй Е. В. Логиновой (СПб., 2007)
Его произведения находятся в собраниях Пермского государственного музея, музея Академии Художеств им. И. Е. Репина, Новокузнецкого музея искусств, Астраханской государственной галереи, Музея изобразительного искусства Брно (Словакия), в Государственном музее искусств им. А.Кастеева (Алматы, Казахстан),

## Выставки
- 1960 год (Ленинград): Выставка произведений ленинградских художников 1960 года.
- 1960 год (Ленинград): Выставка произведений ленинградских художников.
- 1960 год (Москва): Советская Россия. Республиканская художественная выставка.
- 1961 год (Ленинград): Выставка произведений ленинградских художников.
- 1962 год (Ленинград): Осенняя выставка произведений ленинградских художников.
- 1964 год (Ленинград): Ленинград. Зональная выставка.
- 1965 год (Ленинград): Весенняя выставка произведений ленинградских художников.
- 1968 год (Ленинград): Осенняя выставка произведений ленинградских художников.
- 1969 год (Ленинград): Весенняя выставка произведений ленинградских художников.
- 1972 год (Ленинград): Наш современник. Вторая выставка произведений ленинградских художников.
- 1973 год (Ленинград): Осенняя выставка произведений ленинградских художников.
- 1974 год (Ленинград): Весенняя выставка произведений ленинградских художников.
- 1975 год (Ленинград): Наш современник. Зональная выставка произведений ленинградских художников.
- 1976 год (Москва): Изобразительное искусство Ленинграда.